# General Aircraft GAL.56

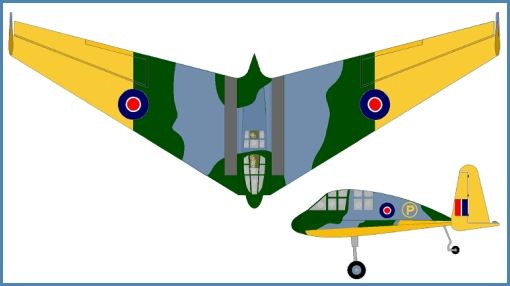
GAL.56/01 Medium V 1943 (TS507)

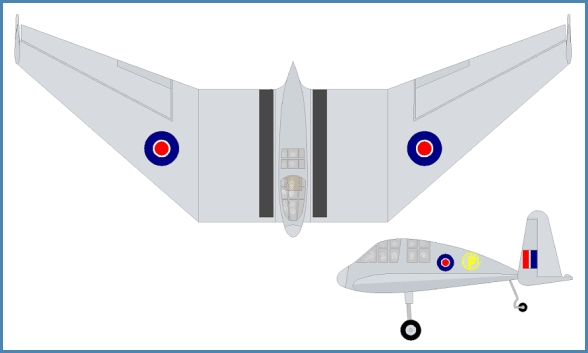
GAL.56/04 Medium U (TS510D)

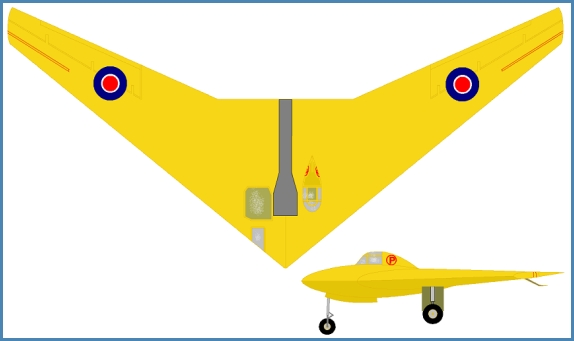
GAL 61

Unter der gemeinsamen Bezeichnung General Aircraft GAL.56 wurden bei dem britischen Hersteller General Aircraft Limited (GAL) in den 1940er Jahren drei experimentelle schwanzlose Pfeilflügel-Segelflugzeuge gebaut.

## Geschichte

### Versuchskonzept
Im Juli 1943 wurde der Beratende Ausschuss für Nurflügelflugzeuge unter der Direktion für Wissenschaftliche Forschung, das dem Versorgungsministerium zugeordnet war, gegründet. Der Zweck war, geeignete Auslegungskonzepte für schwanzlose Flugzeuge zu finden.
Die Beteiligung von General Aircraft an dem Programm lag sicher in den vorangegangenen Entwicklungen schwerer Lastensegler begründet. Das Air Ministry beauftragte GAL mit dem Bau von zwei Segelflugzeugrümpfen, die jeweils einen Piloten und einen Beobachter aufnehmen sollten. Zusätzlich wurde die Herstellung von sechs austauschbaren Tragflächen mit unterschiedlichen Grundrissen beauftragt. Die Rümpfe sollten so instrumentiert werden, dass alle beim Abstieg des Flugzeuges nach seiner Trennung von einem Schleppflugzeug anfallenden Informationen aufgezeichnet werden konnten. Die sechs Tragflächen umfassten drei mit einem V-Grundriss (V-Version) und drei mit einem geraden Mittelstück und gepfeilten Außenflügeln (U-Version). Tatsächlich wurden jedoch nur zwei des ersten und eine des zweiten Typs geflogen und komplette Flugzeuge für jede Tragfläche gebaut. Alle drei Flugzeuge erhielten die Bezeichnung GAL.56 (auch GAL 56). Das Konstrukteursteam bei GAL wurde scherzhaft auch Foreign Legion genannt, da hier unter der Leitung von Otto Wels, dem ehemaligen Chefingenieur von Aero in Prag, Exilanten aus Österreich, der Tschechoslowakei und Polen gemeinsam arbeiteten.
Andere an diesem Versuchsprogramm beteiligte Baumuster waren die AW.52G und AW.52 von Armstrong Whitworth Aircraft, die De Havilland DH.108 Swallow und die Handley Page HP.75 Manx.

### Versuchsflugzeuge
Die drei von GAL gebauten Flugzeuge waren:
GAL.56/01

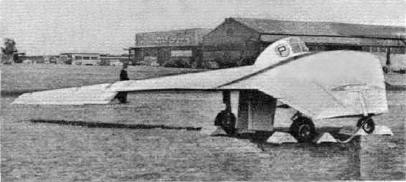
GAL.61

(RAF-Seriennummer TS507) Auch bekannt als die „Medium-V“ -Version, hatte eine konstante 33,5° Flügelpfeilung an der Vorderkante und 28,4° an der Hinterkante. Am 13. November 1944 führte Robert Kronfeld den ersten Testflug in Farnborough durch, von einer Armstrong Whitworth Whitley geschleppt. Die Maschine wurde beim SBAC Display in Radlett im September 1947 ausgestellt.
GAL.56/04
(TS510D) Auch bekannt als die „Medium-U“ Version, hatte einen ungepfeilten Mittelflügel und am Außenflügel eine ähnliche Pfeilflügelform wie die GAL.56/01. Gesamtspannweite 51 ft (15,5 m). Der Erstflug war am 27. Februar 1946 auf der RAF Aldermaston.
GAL.56/03
(TS513B) Auch als „Maximum-V“ Version bekannt, hatte eine konstante 40° Flügelpfeilung an der Vorderkante und 36,4° an der Flügelhinterkante. Die Spannweite war gleich wie bei der GAL.56/01. Der Erstflug fand am 30. Mai 1946 statt. Auch sie wurde beim SBAC Display in Radlett im September 1947 ausgestellt. Hierbei trug auffallende Verlängerungen im Außenbereich der Flügelvorderkante.

### Erprobung
Die GAL.56/01 wurde 1945 von GAL auf RAF Dunholme Lodge eingeflogen und dann an das Royal Aircraft Establishment in Farnborough übergeben, wo sich die Maschine noch bis zum August 1947 befand. Als Schleppflugzeuge dienten eine Armstrong Whitworth Whitley, Supermarine Spitfire oder Handley Page Halifax.
Die eigentliche Erprobung durch die Testabteilung von GAL ab April 1947 auf dem in Hampshire gelegenen Lasham Airfield, wohin GAL Ende 1946 seine Testabteilung verlegt hatte, konnte so anfangs nur mit der GAL.56/03 und /04 durchgeführt werden. Diese Contractor's Flight Trials (CFT) hatten die Abnahme der Flugzeuge durch das Air Ministry zum Ziel. Der einzige dafür eingesetzte Pilot war Robert Kronfeld. Als Schleppmaschine für die Segelflugzeuge setzte man die Handley Page Halifax III (NA295) ein. Die maximale Ausklinkhöhe lag bei etwa 5100 m und die Flugdauer betrug jeweils lediglich 25 bis 40 Minuten. Die /03 führte die ersten beiden Flüge am 30. Mai 1947 durch. Das Forschungsprogramm mit der /04 umfasste auch die Untersuchung von beweglichen Flügelspitzen zur Verbesserung der Steuerbarkeit bei geringen Geschwindigkeiten. Der jeweilige Winkel konnte nur am Boden fest eingestellt werden.
Am 12. Februar 1948 wurde die GAL.56/01 zur Durchführung eines Stall Testes von einem Halifax auf 10.000 Fuß geschleppt. Robert Kronfeld initiiert einen Stall, der in einen unkontrollierbaren Sturzflug überging, der zur Bewusstlosigkeit der Besatzung führte. Der Beobachter, Barry MacGowan, erwachte wieder und stellte fest, dass das Flugzeug nun in einem Horizontalflug war, dies jedoch kopfüber. Er konnte in geringer Höhe aussteigen und sich mit dem Fallschirm retten. Aber Kronfeld starb bei dem Absturz beim Lower Froyle, in der Nähe von Lasham. Nach diesem Unfall wurde das gesamte GAL.56-Programm abgebrochen. Ein Ergebnis der Versuchsflüge war, dass die gewählte Nurflügelkonfiguration bei Start und Landung keine zufriedenstellende Kontrolle über das Flugzeug erlaubte.
Die beiden anderen GAL.56s wurden dem AFEE (Airborne Forces Experimental Establishment) und der General Aircraft auf der RAF Beaulieu übertragen. Die GAL 61 wurde nie geflogen.

## Konstruktion
Die drei GAL.56-Varianten verwendeten die gleiche Rumpfauslegung, jedoch mit drei verschiedenen Flügelkonstruktionen. Der mit vorgeformtem Sperrholz beplankte Rumpf der GAL.56 besaß eine Stahlrohr-Fachwerkstruktur mit Sperrholz-Formteilen. Piloten und Beobachter waren in einem Tandemcockpit untergebracht. Bei allen Varianten bestand die Struktur der holzbeplankten Tragflächen aus Schichtholzholmen und Holzrippen. Jeder Flügel wurde mit einem Bolzen mit dem Rumpf verbunden, mit dem Bolzen konnte auch die V-Stellung des Flügels am Boden verändert werden. Die Steuerung erfolgte mittels Elevons. Zwei Sätze von Spreizklappen wurden installiert, von denen jeder Satz vor dem Flug voreingestellt werden konnte. Am Randbogen der Tragfläche befand sich je eine Seitenleitwerksflosse. Die Streben des starren Hauptfahrwerks wurden an den Flügelholmen befestigt und ein verlängertes Spornrad am Rumpfende angebracht.

## Weiterentwicklungen
GAL.57
Eine Version des GAL.56 angetrieben von einem modifizierten Lycoming R-680 Sternmotor mit 215 PS, im Jahre 1943 entworfen, aber nicht gebaut.
GAL.61
(TS515) Ein Nurflügel ohne Rumpf und Seitenleitwerk mit einziehbarem Bugradfahrwerk. Er hatte ein erhöhtes Cockpit für einen Piloten und ein Cockpit für einen Beobachter in liegender Position im Steuerbordflügel. Die GAL.61 hatte ein kleines Triebwerk zur Stromversorgung der Instrumente und Aufzeichnungsgeräte an Bord. Statt der drehbaren Flügelspitzen besaß dieses Flugzeug sogenannte trafficators (dt. Automobilwinker) in Form ausfahrbarer „Balken“ an beiden Flügelenden. Dieses Element zur Steuerung um die Gierachse orientierte sich stark an der Horten H IX. Als das Air Ministry das Projekt einstellte, stand die GAL.61 kurz vor ihrem Erstflug.

## Technische Daten
| Kenngröße              | Daten GAL.56/01          |
| ---------------------- | ------------------------ |
| Besatzung              | 2 (Pilot und Beobachter) |
| Länge                  | 5,69 m                   |
| Spannweite             | 13,82 m                  |
| Höhe                   | 3,51 m                   |
| Flügelfläche           | 33 m²                    |
| Flügelstreckung        | 5,8                      |
| Flügelprofil           | RAF34                    |
| Leermasse              | 1544 kg                  |
| Startmasse             | 1996 kg                  |
| Höchstgeschwindigkeit  | 322 km/h                 |
| Mindestgeschwindigkeit | 93 km/h                  |